# The Walking Dead: Saints & Sinners
The Walking Dead: Saints & Sinners ist ein Virtual-Reality-Ego-Shooter-Survival-Horror-Spiel für Windows, PlayStation 4, Oculus Quest und Oculus Quest 2, entwickelt von Skydance Interactive in Zusammenarbeit mit Skybound Entertainment. Es basiert auf der Comicserie The Walking Dead von Robert Kirkman.

## Spielprinzip
Der Spieler kann Walker töten, indem er ihnen den Schädel durchbohrt und das Gehirn durchsticht. Der Spieler kann Gebäude erklimmen, um Feinde aus dem Hinterhalt anzugreifen, und mit Wurfwaffen, Bögen und Fernkampfwaffen aus der Ferne angreifen. Die Steuerung von Nahkampfwaffen wird durch Physik gesteuert. Im Spiel gibt es einen Timer, bei dem der Turm nach einer bestimmten Zeit die Glocken läutet, um "die Herde aufzurütteln". Sobald die Glocken geläutet werden, erscheint eine Horde und macht Jagd auf den Spieler.
In der Heimatbasis gibt es ein lineares Crafting-System, bei dem der Spieler verschiedene Gegenstände einsammeln und wiederverwerten muss, um neue Gegenstände oder Waffen herzustellen. Handwerksrezepte werden freigeschaltet, indem man entweder Handwerksstationen aufrüstet oder sie in Tresoren oder durch zufällige Beute findet. An jedem Ort taucht zufällig ein Exilant auf, der den Spieler entweder um Vorräte im Tausch gegen Materialien bittet oder ihn mit vorgehaltener Waffe bedroht und Vorräte verlangt. Es gibt vier Arten von Zombies. Der erste ist ein normaler Zombie, der auf natürliche Weise entsteht. Der zweite wird erzeugt, wenn ein normaler Mensch getötet wird, ohne ihm das Gehirn abzuschneiden.  Der dritte ist ein spezieller "infizierter" Walker, der, wenn er mit Nahkampfwaffen niedergestochen wird, die maximale Gesundheit des Spielers herabsetzt. Der vierte Walker ist ein "Elite-Walker". Diese Walker tragen in der Regel Helme und Panzerungen und sind schwieriger zu töten, da ihre Helme die Versuche verhindern.
Ein alternativer Spielmodus, der auf allen vorhandenen Plattformen verfügbar ist, heißt The Trial. In diesem Spielmodus muss der Spieler Zombies töten, um "Bitecoin" zu verdienen, die zum Freischalten weiterer Vorräte ausgegeben werden können. "The Trial" kann auf drei Karten mit zwei Schwierigkeitsgraden gespielt werden.

## Story
Das Spiel spielt in New Orleans nach dem Ausbruch der Walker. Der Spieler schlüpft in die Rolle des Touristen, der je nach Wahl des Spielers entweder männlich oder weiblich ist. An einem Lagerfeuer erzählt Henri dem Spieler die Legende von der Reserve, einem alten Militärbunker, der mit Vorräten und Waffen gefüllt ist. Henri erklärt, dass es zwei Fraktionen gibt, die versuchen, die Kontrolle über New Orleans zu übernehmen.
Während der Tourist in einem Boot sitzt, wird er von im Wasser versteckten Walkern angegriffen und stürzt auf einen Friedhof. Nachdem er den Friedhof durchquert hat, findet der Tourist Henri kopfüber aufgehängt und dem Tod nahe. Der Spieler kann entweder mit ihm reden und herausfinden, was passiert ist, und ihn dann gnadenhalber töten oder ihn sterben lassen. Nachdem Henri tot ist, findet der Spieler einen kaputten Bus, der zu einem Überlebensraum umgebaut wurde, in dem Henri seine Nachforschungen anstellte. In dem Bus findet der Spieler etwas Essen, alte Militärcodes und ein kaputtes Radio, das Henri zu reparieren versuchte. Der Spieler hat bereits eine Autobatterie und eine Antenne, aber er braucht noch ein Mikrofon. Der Spieler muss sich zum ersten Ort auf der Karte begeben, um den gesuchten Gegenstand zu bergen. Nachdem er es installiert hat, nimmt der Spieler Kontakt mit Casey auf, der aufgrund einer Überschwemmung des Bunkers in der Reserve gefangen ist. Der Spieler erklärt sich bereit, Casey zu helfen, aus dem Reservat herauszukommen, und erhält dafür die wertvollen Gegenstände, die sich darin befinden. 

## Rezeption
Es wurde bei den The Game Awards 2020 in der Kategorie Best VR/AR nominiert.
Laut Metacritic hat das Spiel allgemein positive Kritiken von Kritikern erhalten.
IGN gab dem Spiel eine 9 von 10 Punkten und beschrieb es als ein fantastisches Beispiel dafür, was VR sein kann.
Destructoid schrieb, dass das Spiel eine der führenden VR-Erfahrungen bis heute ist und dem Spiel eine 7,5 von 10 Punkten gab.
4Players gibt 77/100. Bekrittelt vor allem die KI hebt aber die VR Qualität hervor.